# Pingzhuang, Inre Mongoliet
Pingzhuang är en häradshuvudort i Kina. Den ligger i den autonoma regionen Inre Mongoliet, i den norra delen av landet, omkring 650 kilometer öster om regionhuvudstaden Hohhot. Antalet invånare är 67 273.
Runt Pingzhuang är det ganska tätbefolkat, med 108 invånare per kvadratkilometer. Pingzhuang är det största samhället i trakten. Trakten runt Pingzhuang består till största delen av jordbruksmark.
Genomsnittlig årsnederbörd är 625 millimeter. Den regnigaste månaden är juni, med i genomsnitt 162 mm nederbörd, och den torraste är januari, med 2 mm nederbörd.